# 順海町通り

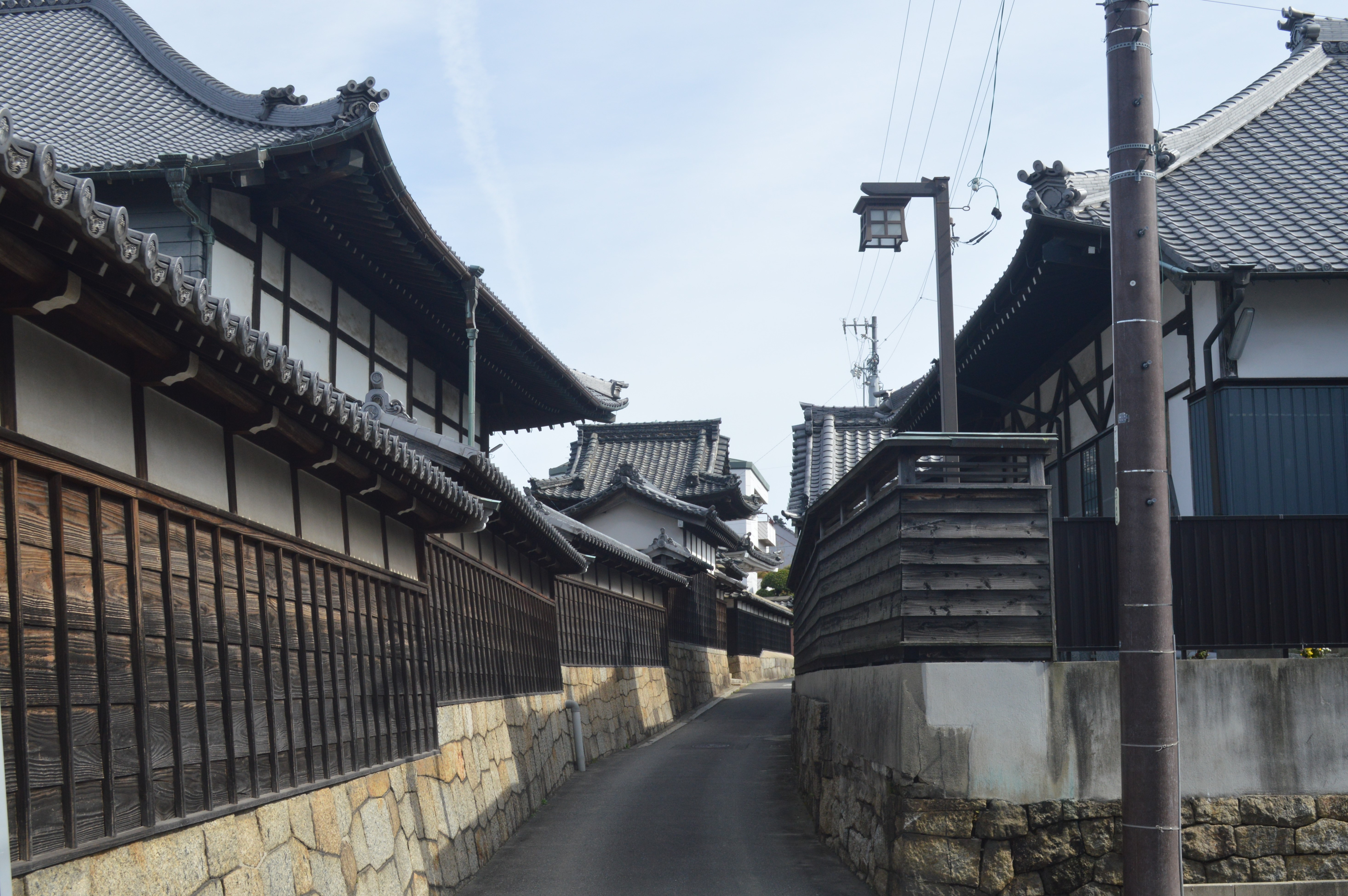
順海町通り

順海町通り（じゅんかいまちどおり）とは、愛知県西尾市順海町にある東西の通りの名である。

## 特色

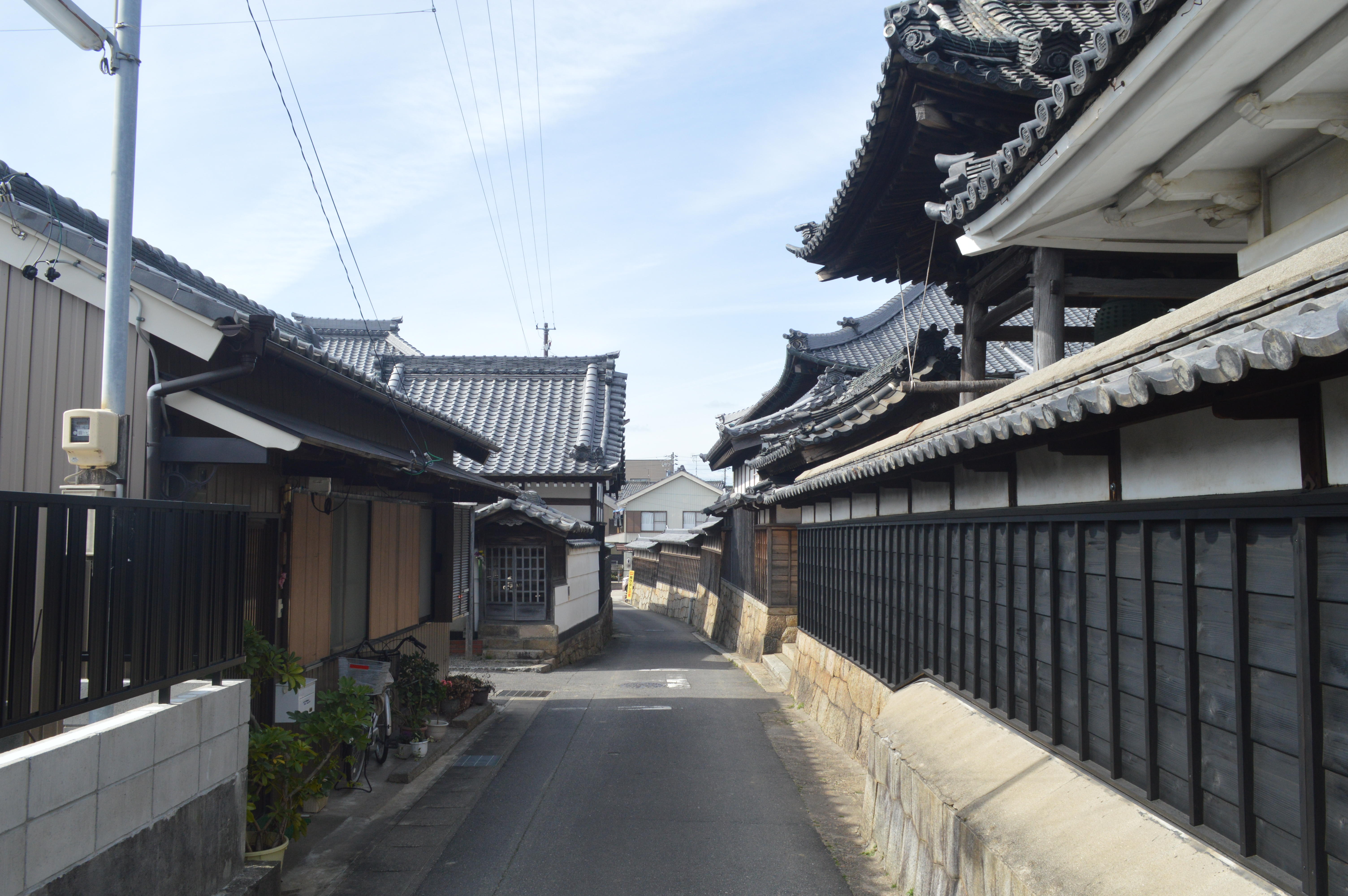
東から見た順海町通り

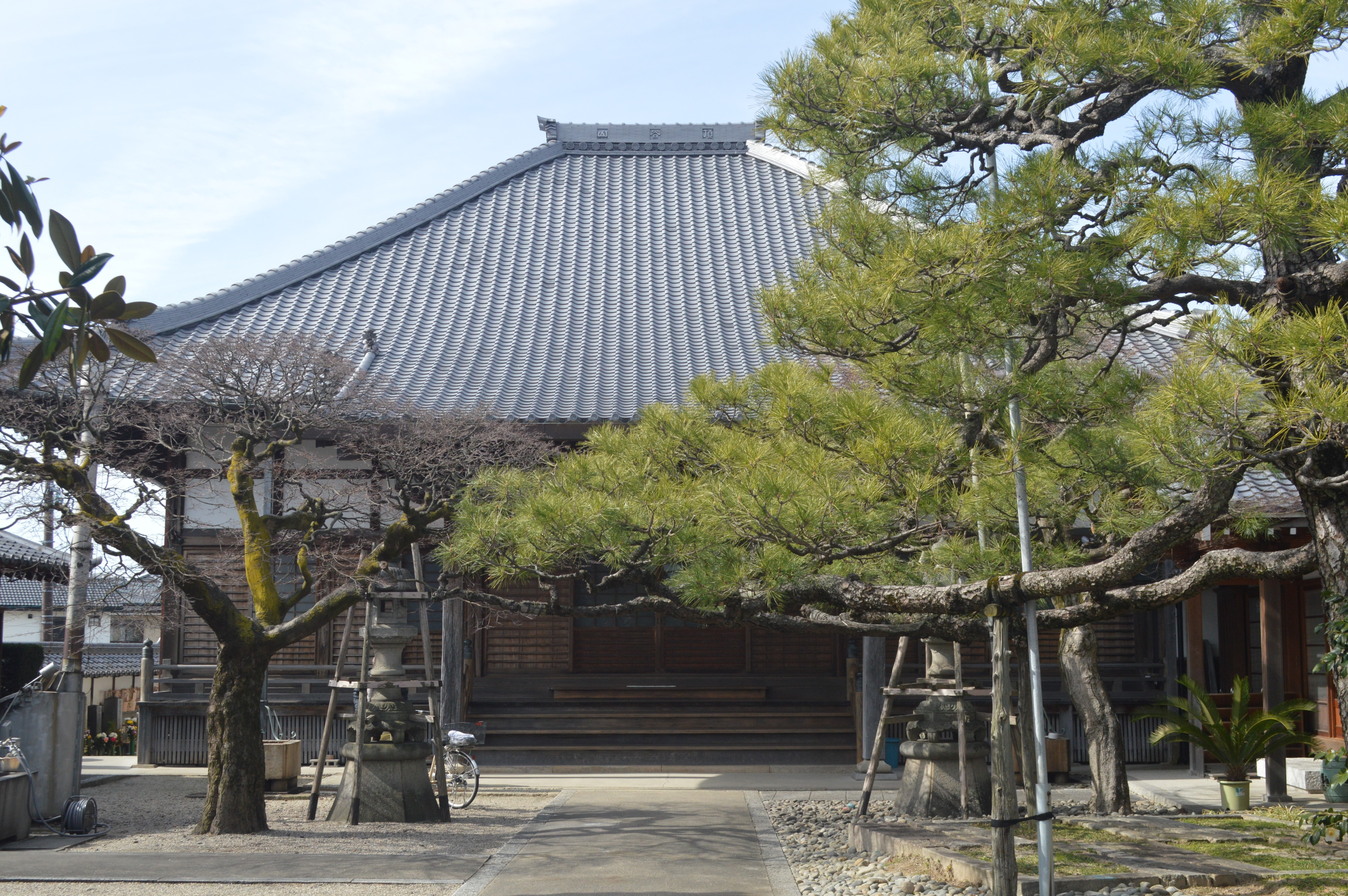
唯法寺

「三河の小京都」と呼ばれる西尾市のなかでも、とくに西尾城の城下町時代の古い景観を残しているのが順海町通りである。肴町通りの通り沿いに案内プレートがあり、乗用車1台分程度の道幅の路地に入ると順海町通りに入る。順海町通りの両側にある崇覚寺と唯法寺の2つの寺院に挟まれたこの細い路地は、浄土真宗真宗大谷派唯法寺の第11世住職順海が、竹藪だったこの場所に道を開いたとされるものである。順海は民衆との関わり合いが深く、この辺りの町名も「順海町」となった。
西尾市の城下町のウォーキングスポットとして取り上げられることが多い。寺院の石垣と板塀が続く細い路地が古い情緒を醸し出している。なお順海町通り周辺の道路も歩行者や軽車両のみが通れる程度の道幅しかない細街路がある。

## 接続する路線
- 肴町通り（西尾市）

## 寺院
- 唯法寺
- 崇覚寺

## アクセス
- 名鉄西尾線西尾駅下車、西へ徒歩約10分。